# الزراعة في لبنان

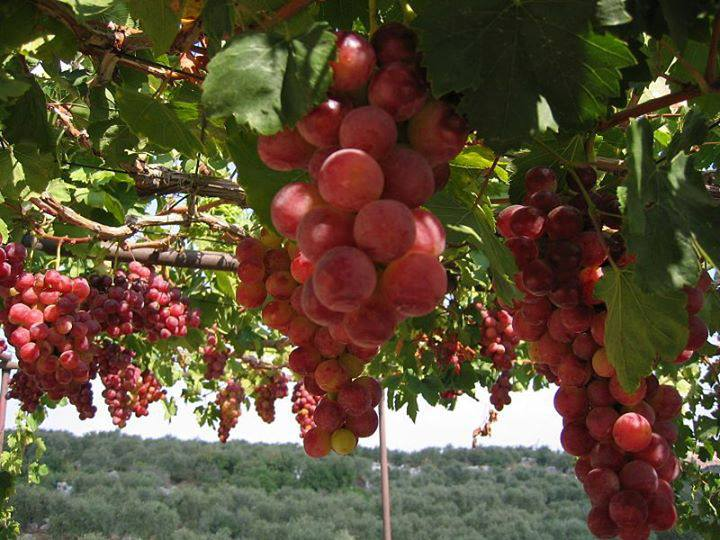
زراعة الكروم (او العنب) رافد من روافد الزراعة بدولة لبنان

تُشكل الزراعة في لبنان ثالث أهم القطاعات الاقتصادية في البلاد بعد قطاع الخدمات والصناعة. يُساهم هذا القطاع بقرابة 7% من الناتج المحلي الإجمالي، ويؤمن دخلا لحوالي 15% من السكان. تشمل المحاصيل الرئيسيّة: الحبوب، القمح والشعير بشكل أساسي، الفاكهة والخضار، الزيتون، العنب، والتبغ، يُضاف إليها عدد من رؤوس الماعز والخرفان التي تُربى في المزارع وعند بعض الرعاة. الموارد الطبيعية محدودة في لبنان وهي لا تُستخرج إلا للاستهلاك المحلي. يسمح المناخ المتوسطي المعتدل، والأراضي الزراعية متنوعة التربة، الارتفاع، والموقع، والتي تتراوح من سهل البقاع الداخلي والممرات والجلول الجبلية، وصولا إلى السهول الساحلية، تسمح للمزارعين بزرع أنواع مختلفة من المحاصيل والأشجار الأوروبية والاستوائية. يُزرع التبغ والتين في جنوب البلاد، الحمضيات والموز على طول الساحل، الزيتون في الشمال وفي جبال الشوف، والفاكهة والخضار في البقاع. من المزروعات غير البلدية التي تُزرع في لبنان: الأفوكادو، التي تُزرع في جبيل، المانغو، والحشيش، الذي يُزرع بشكل رئيسي في البقاع الشمالي حيث التربة الفقيرة الملائمة له.
واجهت الزراعة في لبنان، ذي الأراضي الخصبة، الجلول الجبلية، والمنتجات الطازجة والصحية، عدد من المشاكل في السنوات الماضية. ومن المشاكل العديدة التي تواجه هذا القطاع: الأساليب الزراعية القديمة أو غير المناسبة، التي تؤدي لجرف التربة واحتتاتها وإفقارها، نضوب المياه الجوفية، تلوث المياه السطحية واستخدام مبيدات الآفات والتسميد غير الملائم، الأمر الذي يؤدي لظهور عدد من المشاكل الصحية، وتلوث البيئة جرّاء الرمي العشوائي لمخلفات المزارع والمسالخ. بالإضافة لذلك، فإن ممارسة الزراعة تتقلص بسبب التمدن الغزير المتفشي، وبشكل خاص في السهول الساحلية وبعض مناطق البقاع. من السياسات التي تتبعها الحكومة اللبنانية لمعالجة مشاكل القطاع الزراعي: زيادة مصادر مياه الري، وخصوصا في الجنوب، ومحاولة وضع بعض القيود على استعمال المبيدات، أما بالنسبة لمنع انجراف التربة وعدم هدر المياه، فهناك إجراءات قليلة جدا تتخذها الحكومة بهذا الشأن، أو حتى أنها معدومة في أحيان أخرى. إن القطاع الخاص في لبنان يستغل حاليّا الفرص الصغيرة ولكن الجديدة، التي تقدمها الزراعة العضوية، والمنتجات عالية القيمة التي تصدر عنها.

## التاريخ

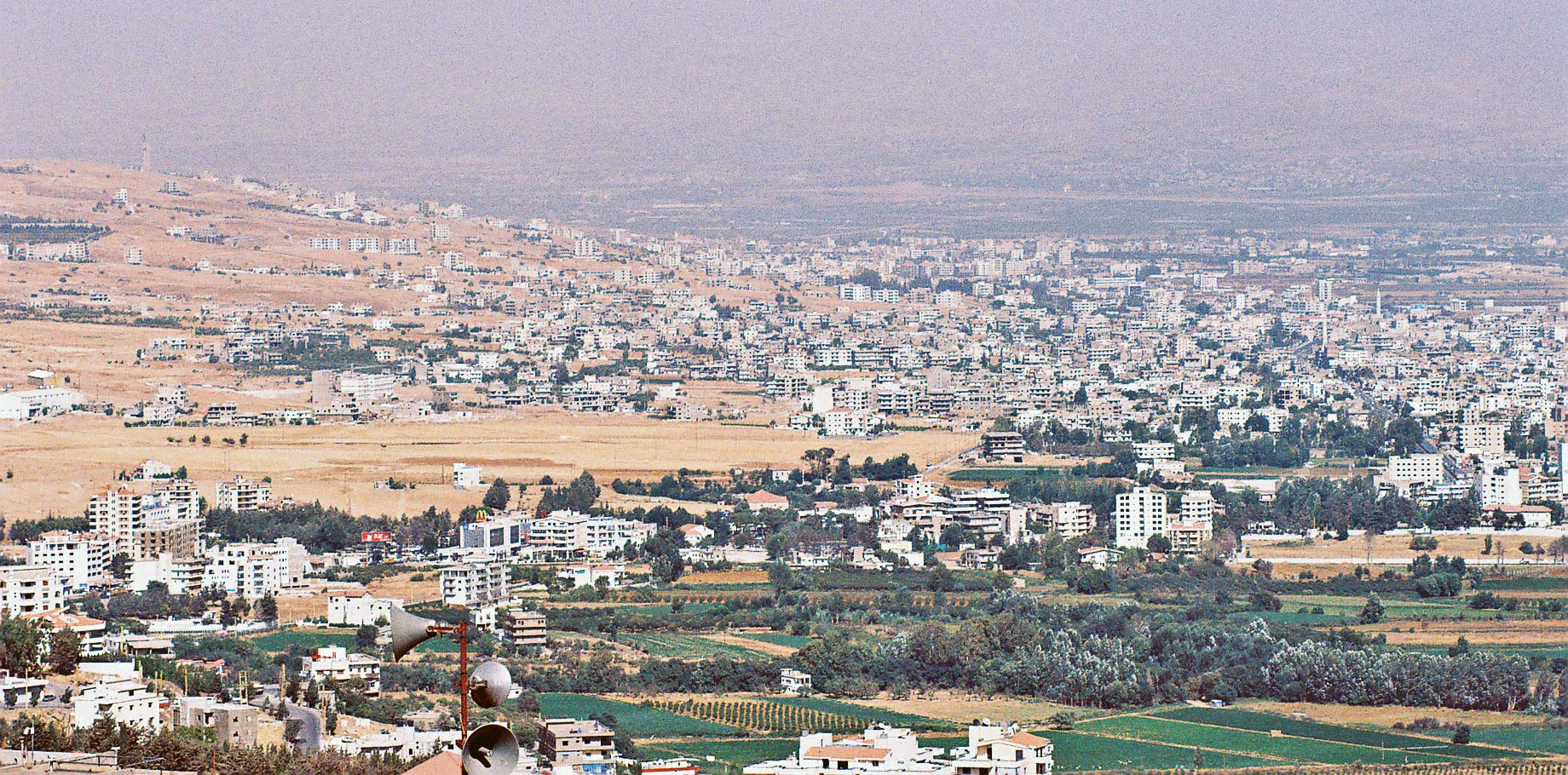
كان سهل البقاع يعتبر صومعة روما القديمة، خلال عهد الحكم الروماني للبنان.

يرجع تاريخ الزراعة في لبنان إلى عهد الفينيقيين، عندما بدأت أولى عمليات التجارة في شرقي البحر المتوسط، وكان النبيذ، التي تعتبر صناعته صناعة تراثية فلكلورية في لبنان والشام حيث تعود لقرابة 5,000 عام، من أبرز المنتوجات الزراعية التي كان هؤلاء الناس يتاجرون بها. كان الفينيقيون يزرعون الكرمة بكثرة، ويصنعون منها النبيذ، ثم يبيعونه للدول المجاورة، مثل مصر، اليونان، وآشور، وعلى الرغم من أن التجارة كانت ناشطة جدا في تلك الأيام، إلا أن تجارة المنتجات الزراعية لم تكن مصدر عيش الفينيقيين الأساسي، لأن معظم الأراضي التي سكنوها، أي الساحل اللبناني والسوري، لم تكن واسعة بما فيه الكفاية لزراعة كميات تجارية؛ لذا فقد حولوا انتباههم إلى التجارة بالبضائع المختلفة. إلا أنهم قاموا بتربية الخراف وباعوا صوفها ورؤوس منها.
تمتع لبنان بازدهار اقتصادي خلال عهد الحكم العربي، في القرون الوسطى، وكانت مرافئ صور وطرابلس تستقبل السفن الأجنبية على الدوام، وتحمل المنتجات الصناعية والزراعية من البلاد وتعود إلى دولها. وفي تلك الفترة، كان جميع سكان حوض البحر المتوسط يسعون وراء المنتجات اللبنانية، وليس فقط العرب منهم. أصيب الاقتصاد اللبناني، بعد دخول العثمانيين البلاد بفترة، بالانكماش، وذلك بسبب اكتشاف رأس الرجاء الصالح في تلك الفترة، فأخذت معظم السفن تدور حوله وتحولت طريق التجارة إلى الشرق الأقصى، إلى المحيط الأطلسي بدل المرافئ اللبنانية، وكذلك بسبب الضرائب الباهظة التي فرضها العثمانيون على المنتجات اللبنانية.

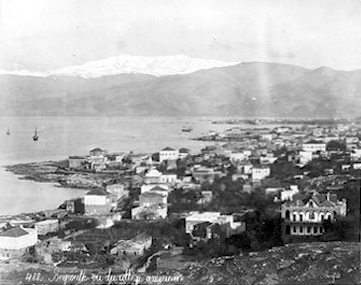
بيروت في القرن التاسع عشر، عام 1880. في ذلك العهد، كان للعاصمة حتى جزء بسيط من الأراضي الزراعية التي وقعت بالقرب من حدودها وعلى أطراف المناطق الريفية المحيطة بها.

عاد الازدهار الاقتصادي للبنان في النصف الأول من القرن العشرين، حيث كانت ربع أراضيه قابلة للزراعة، وهذه تُعد أكبر نسبة في العالم العربي. واجه القطاع الزراعي اللبناني تراجعا حادا بعد عقد الخمسينات من القرن العشرين، والعقود المزدهرة التي تلته، وذلك بسبب بداية الحرب الأهلية اللبنانية، وخصوصا بعد الاجتياح الإسرائيلي في بداية الثمانينات. وفي فترة لاحقة، أعدّت الحكومة مشروعا لريّ 60,000 هكتارا من الأراضي، وبحلول عام 1984 كان هناك عدد من الدراسات المتعلقة بستة مشاريع ري، كان مخططا بأن تنفذ كجزء من مشروع إعادة البناء الذي كان سيمتد من عام 1982 حتى 1991. وكان الإسرائليون قاموا أثناء غزوتهم بتحويل مجرى عدد من الأنهار في الجنوب لري أراضيهم الزراعية في شمال إسرائيل، ولتأمين مياه ري للجنوب الجاف. وحتى خلال فترة السلام النسبية الممتدة بين أعوام 1978 و1981، تمّ إتلاف 1,100 هكتار من مزارع التبغ، هجر 300 هكتار من الأراضي الزراعية بسبب وجود ألغام أرضية بها، كما أتلفت قرابة 51,000 شجرة زيتون و70,000 شجرة فاكهة، وفقًا لإحصاءات المفوضية العليا للأمم المتحدة لشؤون اللاجئين. بحلول منتصف الثمانينات كان لبنان قد أصبح أحد أبرز مراكز التجارة بالمخدرات، بعد أن لجأ بعض المزارعين إلى زراعتها في ظل غياب الأمن وسلطة الدولة وانتشار الفوضى، وتاجروا بها لتأمين معيشتهم. كان الكثير من تلك المنتجات يخرج من البلاد، قبل عام 1975، عن طريق المطارات الصغيرة في البقاع، وخلال الحرب الأهلية، سيطر الجيش السوري على البقاع، فأصبح الحشيش يخرج من لبنان عن طريق المرافئ، التي كانت تسيطر عليها مليشيات مسيحية، إلى قبرص، وعن طريق البر إلى سوريا، وأحيانا عبر إسرائيل وصولا إلى مصر.
قامت الحكومة اللبنانية، بالتعاون مع برنامج الأمم المتحدة الإنمائي، في أوائل عقد التسعينات، بإطلاق مبادرة لتشجيع مزارعي الحشيش على استبدال مزروعاتهم بأنواع شرعيّة. قدّر البرنامج المذكور، أن إعادة تأهيل الأراضي الزراعية في البقاع كان يتطلب 300 مليون دولار أمريكي. تمّ حذف لبنان من قائمة الحكومة الأمريكية لتجار المخدرات الأساسيين في العالم عام 1997. وحاليّا، فإن الحكومة اللبنانية تضع سياسات زراعية وقوانين جديدة، تؤمن بعض الدعم للمنتجات المحلية، كما تقدم عددا من الحوافز لتزيد من كمية الإنتاج اللبناني وتحسن من نوعيته.

## أبرز المنتجات الزراعية
يُنتج لبنان مجموعة من المنتجات الأولية المخصصة للتصدير والاستهلاك المحلي على حد سواء. تتركز الصادرات الزراعية اللبنانية في الدول العربية بشكل رئيسي، ففي عام 2003 كانت السلع المصدّرة اللبنانية في الدول المجاورة، وبشكل خاص في السعودية، تصل إلى 350,000 طن متري، وكانت البطاطا تشكل أبرز الأنواع المصدرة، حيث شكّلت 30% من إجمالي الصادرات. تشمل المناطق الأخرى التي تستورد المنتجات اللبنانية: بلدان أمريكا الشمالية، حيث وصلت كمية الصادرات إليها في عام 2003 قرابة 3,123 طن متري، أي 1% من إجمالي الصادرات في ذلك العام، وتعتبر الولايات المتحدة أبرز بلدان أمريكا الشمالية المستوردة للمزروعات اللبنانية، حيث أنها تستورد اللوز، المشمش، الحبوب، الخيار والجيركين، المكسرات الصالحة للأكل، والبرتقال، وكذلك يفعل عدد من دول الإتحاد الأوروبي. يحوي الجدول التالي الصادرات الزراعية اللبنانية العشرة الأوائل لعام 2004:

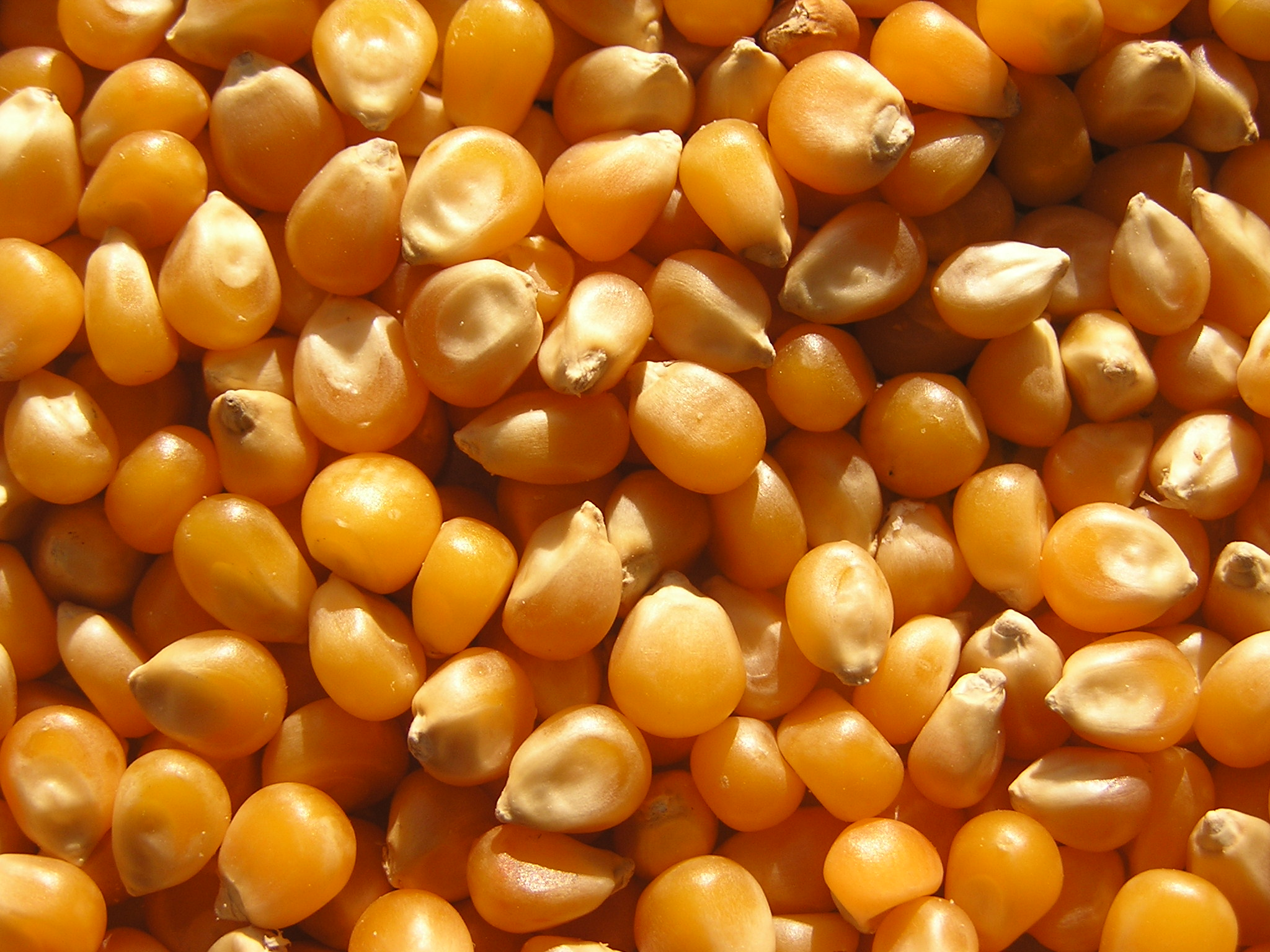
حبوب ذرة.

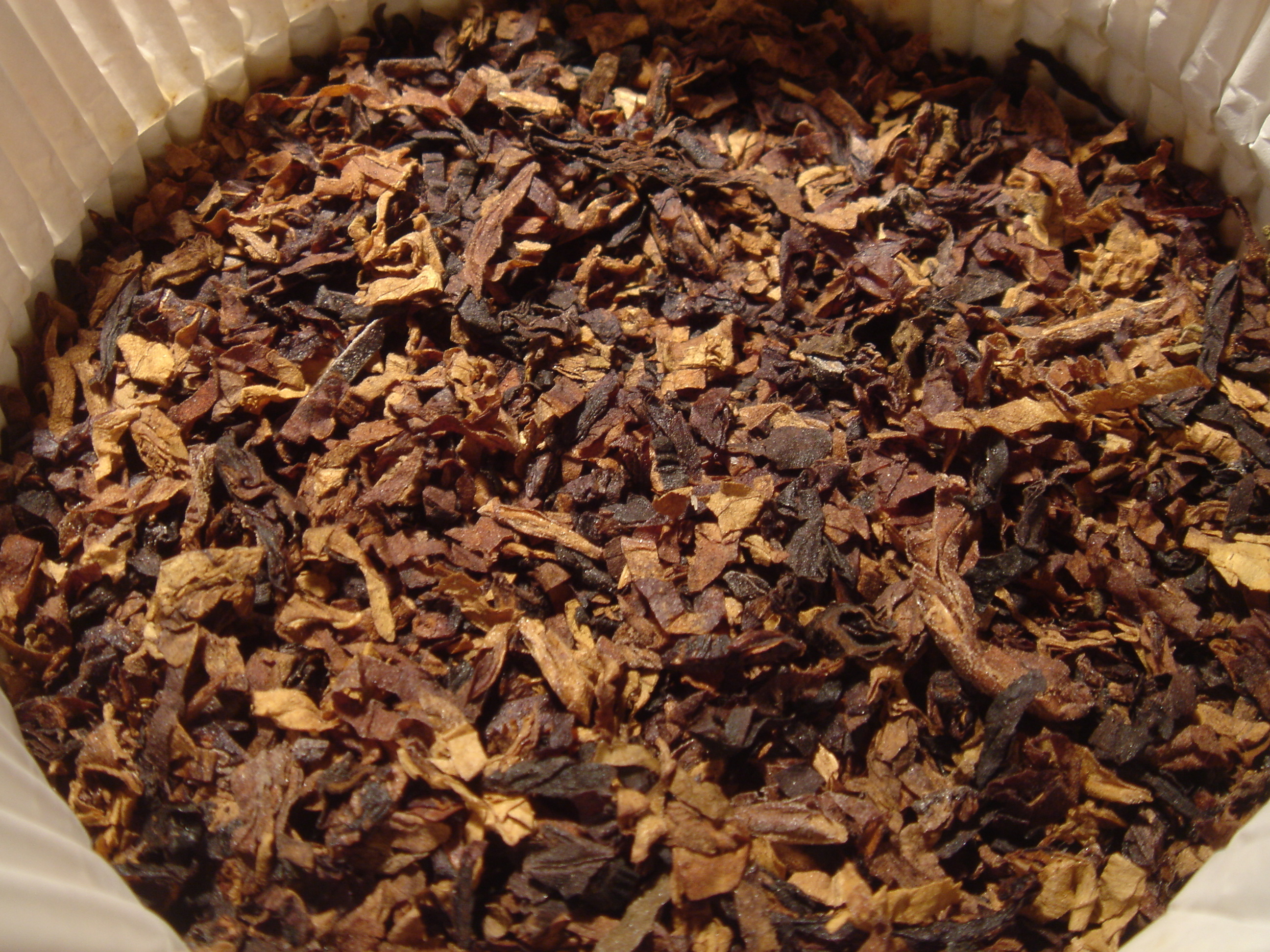
أوراق تبغ يابسة.

|    | السلع             | الكمية (بالطن المتري) | القيمة (000 بالدولار الأمريكي) | سعر الوحدة (بالدولار الأمريكي) |
| -- | ----------------- | --------------------- | ------------------------------ | ------------------------------ |
| 1  | الذرة             | 290,530               | 48,538                         | 167                            |
| 2  | التبغ             | 9,260                 | 21,981                         | 2,374                          |
| 3  | التفاح            | 39,795                | 20,640                         | 519                            |
| 4  | البطاطا           | 45,754                | 8,311                          | 182                            |
| 5  | المشروبات الغازية | 18,650                | 7,980                          | 428                            |
| 6  | الخضار الجاهزة    | 6,719                 | 7,341                          | 1,093                          |
| 7  | النبيذ            | 1,433                 | 7,193                          | 5,020                          |
| 8  | المكسرات الجاهزة  | 3,811                 | 7,115                          | 1,867                          |
| 9  | الحلويات          | 2,255                 | 7,075                          | 3,137                          |
| 10 | المعجنات          | 3,616                 | 5,545                          | 1,533                          |

### المحاصيل

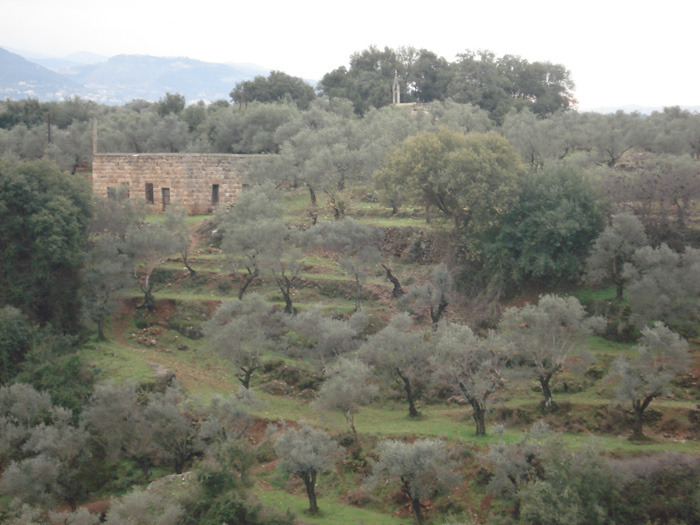
جلول مزروعة بالزيتون في قرية اصنون، شمال لبنان.

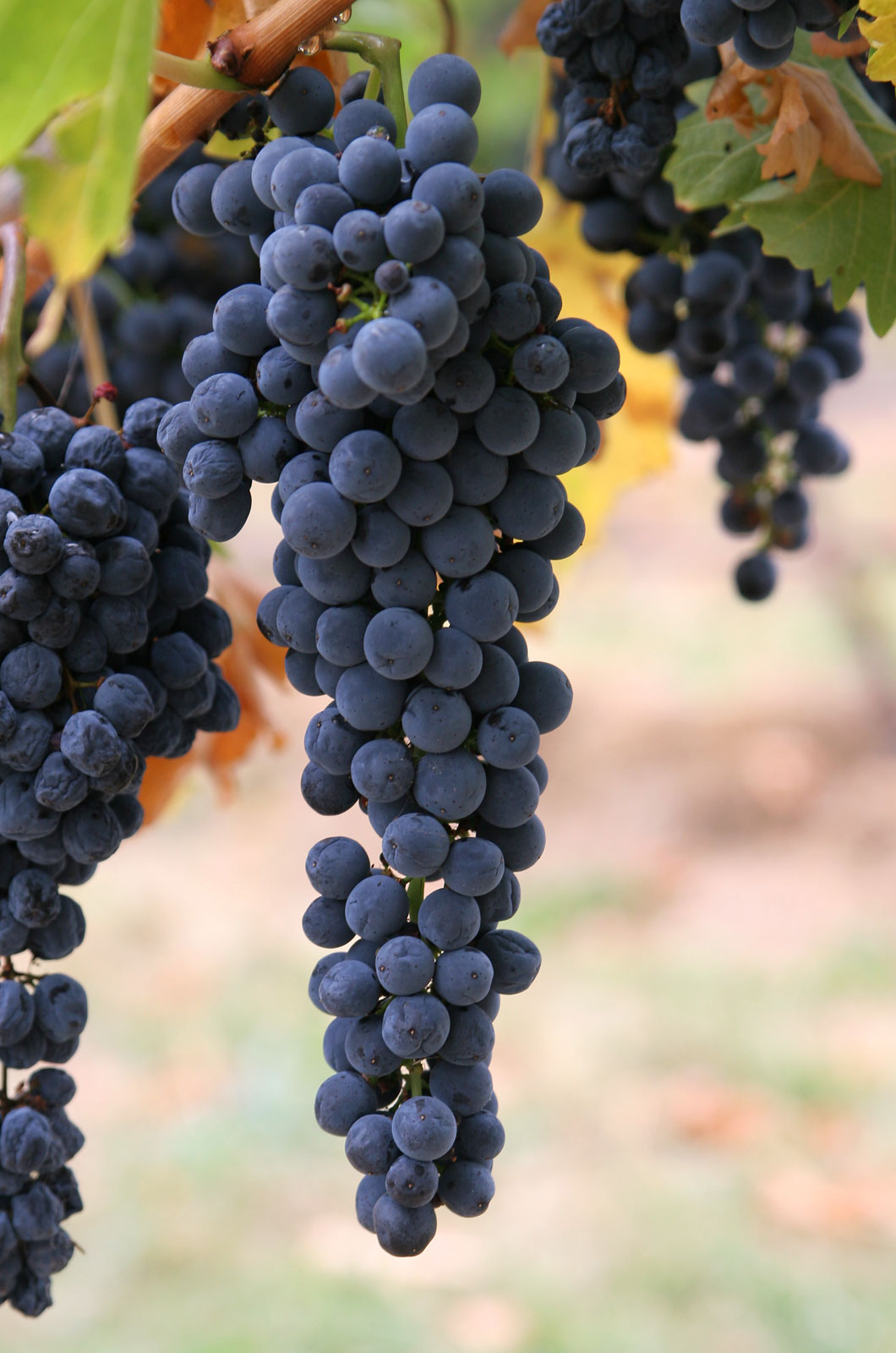
عناقيد عنب ناضجة، تسمح بتحويلها إلى نبيذ.

ينتج لبنان محاصيلا يمكن تقسيمها إلى خمسة مجموعات رئيسية: الحبوب، الفاكهة، الزيتون، المحاصيل الصناعية (مثل الشمندر السكري والتبغ)، والخضار. تُشكل بساتين الفاكهة والزيتون 45% من مجموع الأراضي الزراعية، وقد زدادت بحوالي 230,000 كم² في السنوات العشر الماضية، كذلك فقد ازدادت مساحة الأراضي التي بُنيت لزراعة الزيتون في البلد. بينما تغطي أشجار الفاكهة 24% من إجمالي المناطق المزروعة. يُظهر الجدول التالي نسبة الأراضي المخصصة لزراعة كل مجموعة من المجموعات السالفة، في كل محافظة من محافظات لبنان لعام 1999.
| المحافظة  | الحبوب  | أشجار الفاكهة | الزيتون | المحاصيل الصناعية | الخضار  |
| --------- | ------- | ------------- | ------- | ----------------- | ------- |
| جبل لبنان | 3,140   | 97,820        | 77,678  | 1,613             | 31,100  |
| الشمال    | 120,380 | 135,685       | 209,628 | 37,769            | 128,584 |
| البقاع    | 297,737 | 217,570       | 31,443  | 153,232           | 259,743 |
| الجنوب    | 37,638  | 123,304       | 89,340  | 14,625            | 20,753  |
| النبطية   | 59,525  | 20,768        | 116,124 | 40,026            | 12,141  |
| المجموع   | 518,420 | 595,147       | 524,213 | 247,265           | 452,321 |

### المواشي

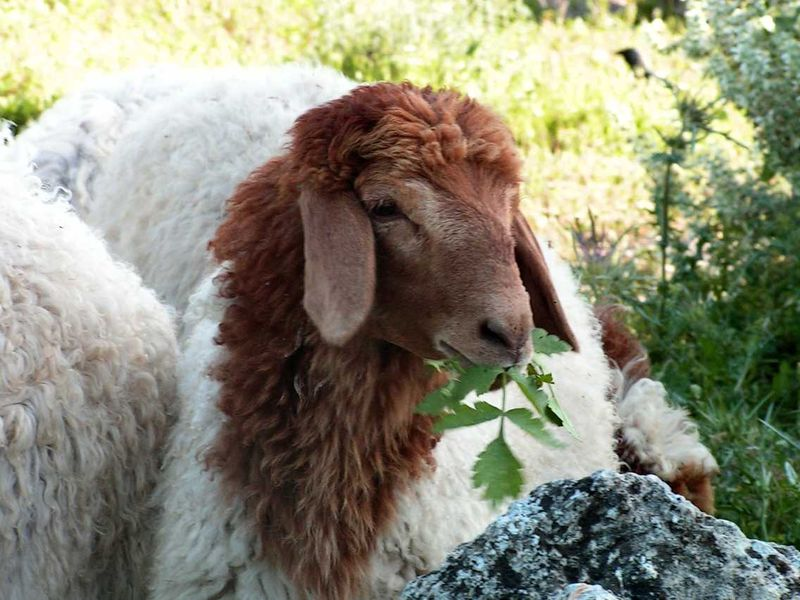
غنم العواسي، سلالة الخروف المستأنس التي تعيش في لبنان.

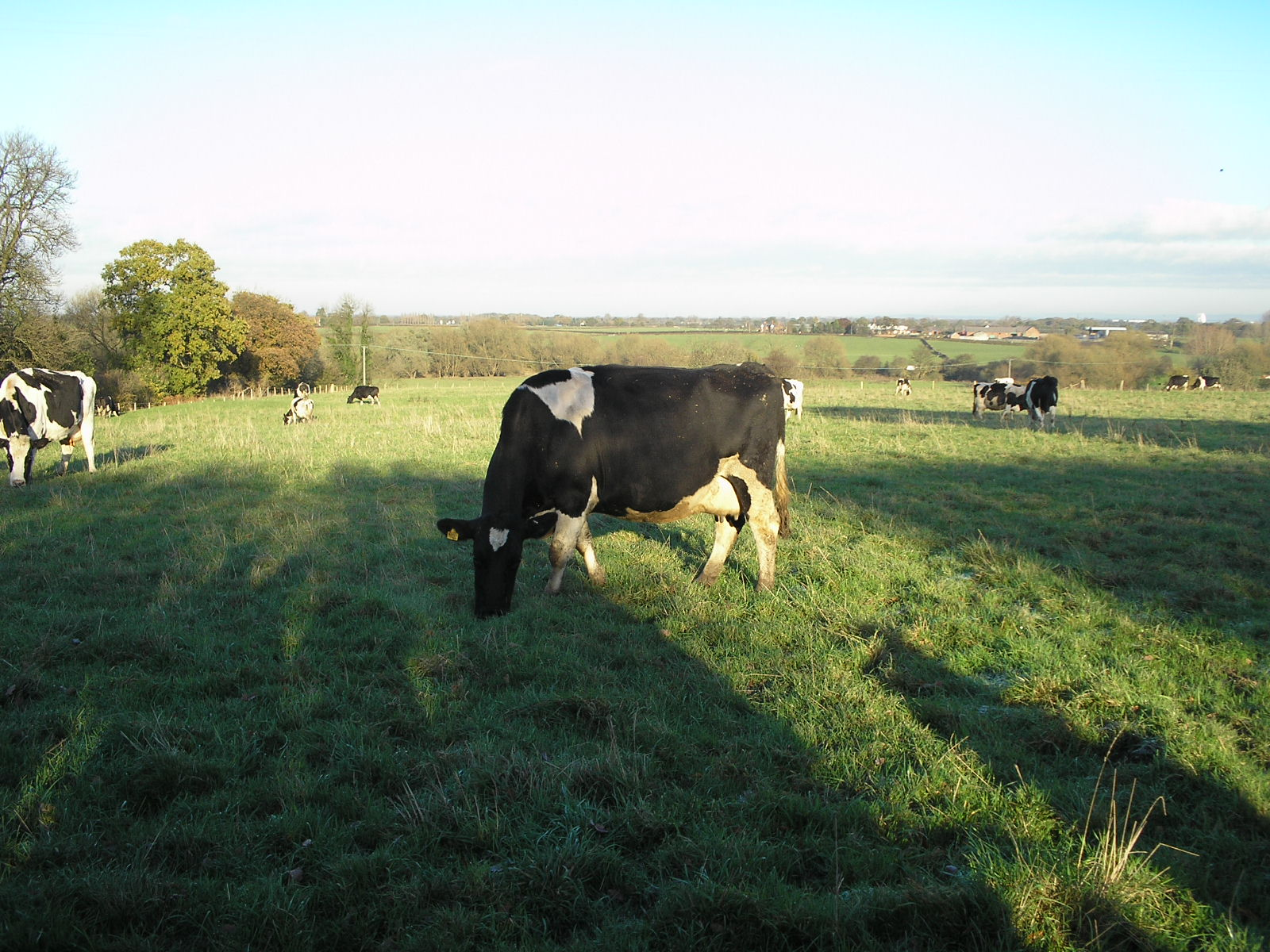
البقر الفريزي البريطاني، سلالة مخصصة لإنتاج الحليب، وهي أكثر سلالات البقر المستأنس المستوردة انتشارا في لبنان.

تعتبر تربية المواشي من الأنشطة المهمة في لبنان، وخصوصا في المناطق الجبلية ومنطقة بعلبك والهرمل على الجهة الشرقية لسلسلة جبال لبنان الغربية، حيث تكون التربة فقيرة للغاية. إزدادت أعداد الأغنام في لبنان بشكل كبير خلال العقدين الماضيين، أما الماعز، فلا تزال أعداده مستقرة تقريبا. وفي السنوات القليلة الماضية، أخذ الرعاة يطعمون مواشيهم الشعير الجاهز وملحقاته، مما قلل اعتمادهم على المراعي البرية، وقلل بعض الضغط على تلك المناطق، وأدى لاستقرار بعض الرعاة الذين كانوا في بادئ الأمر رحّل. أما بالنسبة للأبقار ومنتجات الألبان، فهي في ازدياد متواتر، ففي السنوات الخمس الماضية، تم افتتاح عدّة مزارع ألبان متوسطة-إلى-كبيرة الحجم في الشمال والبقاع. وقد شجعت بعض المنح والقروض، التي قدمتها منظمات مثل الوكالة الأمريكية للتنمية الدولية (بالإنجليزية: United States Agency for International Development, USAID)‏، المزارعين على توسيع أعمالهم بإنتاج الألبان. يُظهر الجدول التالي التطور في أعداد المواشي من عام 1980 إلى 1999:
| نوع الماشية | 1980    | 1999    | الاختلاف (%) |
| ----------- | ------- | ------- | ------------ |
| البقر       | 55,612  | 75,874  | + 36         |
| الغنم       | 145,068 | 378,050 | + 160        |
| الماعز      | 444,448 | 435,965 | - 2          |
| المجموع     | 645,128 | 889,889 | + 38         |

### البساتين
ينتج لبنان أنواعا مختلفة ومتنوعة من الفاكهة والخضار، وتشمل أهم محاصيله (التي فاقت 20 كيلوطن عام 2003) البطاطا، البرتقال، التفاح، والعنب. ومن المحاصيل غير البلدية، الأفوكادو الذي يُزرع بشكل رئيسي في شمال جبل لبنان، المانغو الذي يُزرع في بعض أنحاء الساحل، والحشيش في البقاع.
كانت البساتين تؤمن حاجة اللبنانيين الخاصة، عبر التاريخ، من الفاكهة والخضار، وكان القليل الباقي منها يُصدّر إلى الخارج. إلا أنه كان لإهمال مراقبة الحدود بصورة أكثر جديّة، ولازدياد نسبة الواردات، تأثير ضار على الصناعة الغذائية الوطنية. قامت الدولة في السنوات القليلة الماضية ببعض المشاريع مثل «إكسبورت بلس» الذي يهدف إلى تشجيع إنتاج الفاكهة والخضار المحلية، فرض رقابة على النوعية المنتجة، وتقديم حوافز استثمارية للمزارعين كي تزداد إنتاجيتهم، ويرتفع مستوى الصناعة البستانية اللبنانية. يُظهر الجدول أدناه الكميات المصدّرة من المحاصيل الرئيسية (بالطن المتري) والتي تشمل البطاطا، التفاح، والعنب، من عام 2002 حتى 2005:
| السنة | البطاطا | التفاح | العنب  |
| ----- | ------- | ------ | ------ |
| 2002  | 130,570 | 18,805 | 17,321 |
| 2003  | 108,527 | 27,883 | 32,387 |
| 2004  | 144,702 | 55,337 | 28,904 |
| 2005  | 106,012 | 50,357 | 9,120  |

### الكروم وصناعة النبيذ

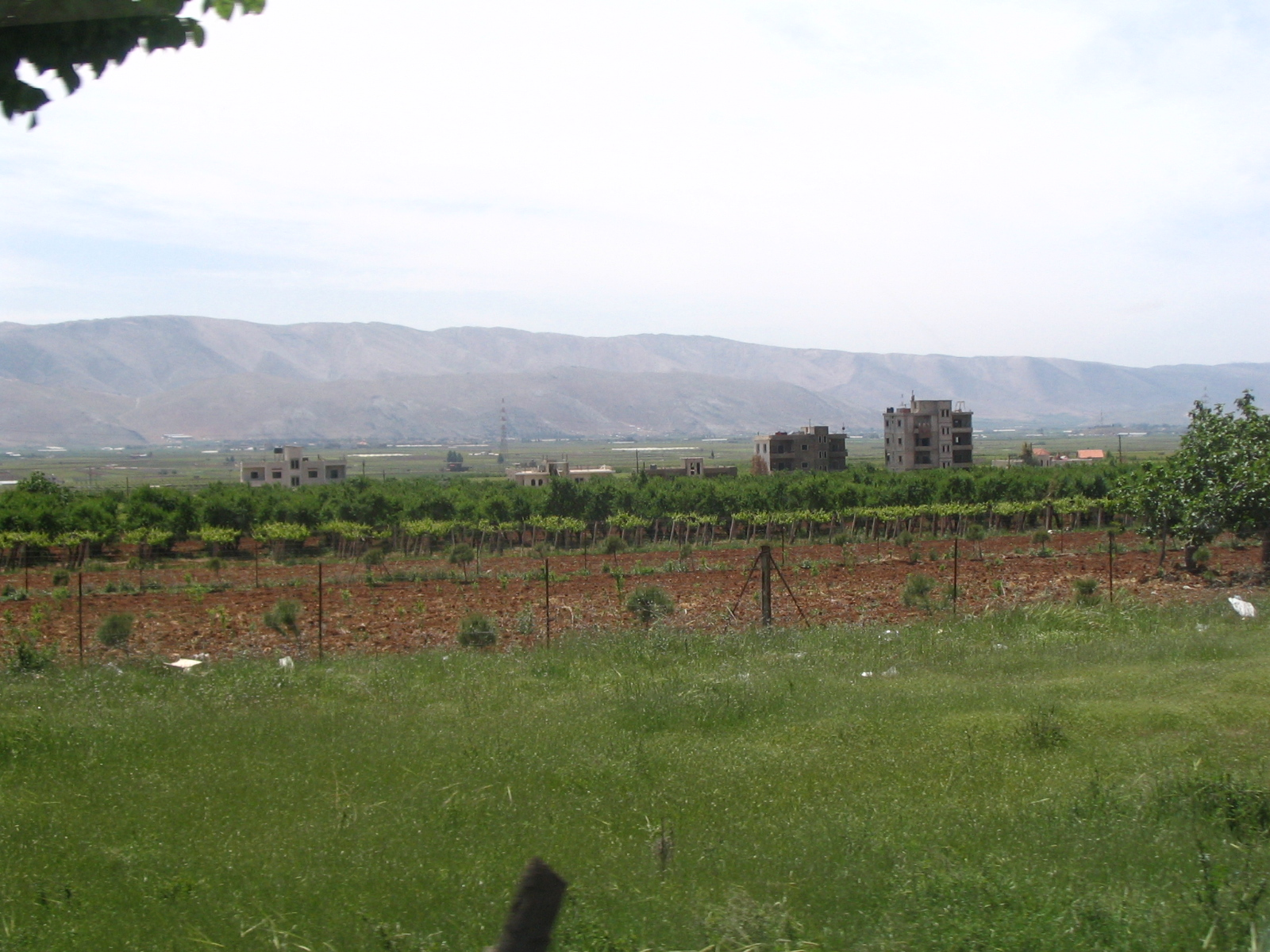
كروم عنب بالقرب من مدينة زحلة بالبقاع الأوسط.

تعتبر صناعة النبيذ من الصناعات المزدهرة في لبنان حاليّا، وهي تتركز في البقاع إجمالا، حيث تنتج المصانع قرابة 600,000 صندوق من زجاجات النبيذ سنويّا. تزرع مصانع النبيذ اللبنانية الشهيرة، مثل «قصر كسارة» (بالفرنسية: Chateau Ksara)‏، «قصر كفريّا» (بالفرنسية: Château Kefraya)‏، «قصر موزار» (بالفرنسية: Chateau Musar)‏، وغيرها، تزرع أنواعا من العنب الفرنسي الفاخر المخصص لإنتاج النبيذ بالإضافة لأنواع بلدية موجودة في بلاد الشام. حقق النبيذ اللبناني شهرة عالميّة ونجاحا كبيرا كأحد أبرز أنواع المنتجات التي يتم تصديرها للخارج، حيث تقوم أكثرية المصانع الكبرى بتصدير أكثر من 50% من إنتاجها–أما المصانع الصغيرة فتصل نسبة ما تصدره إلى 90%. يُصدّر النبيذ اللبناني إلى العديد من الدول الأوروبية وأمريكا الشمالية، وقد وصلت نسبة النبيذ المصدّر إلى فرنسا عام 2005، إلى 7%، من بين الصادرات الخمس الأوائل في اتفاقية التجارة الثنائية بين البلدين.

### الألبان والأجبان
وفقا لإحدى الإحصائيات الأخيرة التي قامت بها وزارة الزراعة اللبنانية، ظهر أن هناك 80,000 رأس من الماشية في البلاد، بما فيها 65,000 رأس من البقر الحلوب، 350,000 رأس غنم، بما فيها 315,000 غنمة حلوب، و450,000 رأس ماعز، بما فيها 400,000 معزاة حلوب. أظهرت الدراسة أن 40% من الأبقار تنتمي للسلالة البلدية المحليّة، و26% منها ينتمي للسلالة الفريزية الأصيلة المستوردة من ألمانيا وهولندا، و34% هجين بين الأبقار البلدية والفريزي الكندي. ينتج البقر الفريزي الأصيل والهجائن حليبا ذو جودة عالية، وهي تُربّى في المزارع الصغيرة أغلب الأحيان، حيث تحوي كل مزرعة خمسة أبقار كمعدل. تنتمي معظم الأغنام لسلالة العواسي المنتشرة في بلاد الشام وبعض أنحاء شبه الجزيرة العربية، أما الماعز فجميعها من السلالة البلدية المحلية. يُحتفظ بالخراف والماعز في منشآت لفترات شبه مستقرة، حيث الإنتاجية منخفضة. أخذت قيمة صادرات مشتقات الألبان تتراجع في السنوات الماضية، عدا الأجبان، التي ارتفعت قيمتها وقيمة صادراتها. يُظهر الجدول التالي قيمة الصادرات اللبنانية من عام 2001 حتى 2004:
| المنتجات                                             | القيمة (000 بالدولار الأمريكي) 2001 | القيمة (000 بالدولار الأمريكي) 2002 | القيمة (000 بالدولار الأمريكي) 2003 | القيمة (000 بالدولار الأمريكي) 2004 |
| ---------------------------------------------------- | ----------------------------------- | ----------------------------------- | ----------------------------------- | ----------------------------------- |
| الحليب والقشدة ومشتقات الألبان من غير الجبنة والزبدة | 1,189                               | 538                                 | 746                                 | 594                                 |
| الزبدة وغيرها من الدهنيات والزيوت المشتقة من الألبان | 473                                 | 852                                 | 89                                  | 76                                  |
| الأجبان والروائب                                     | 443                                 | 702                                 | 1,800                               | 2,049                               |

### صيد الأسماك

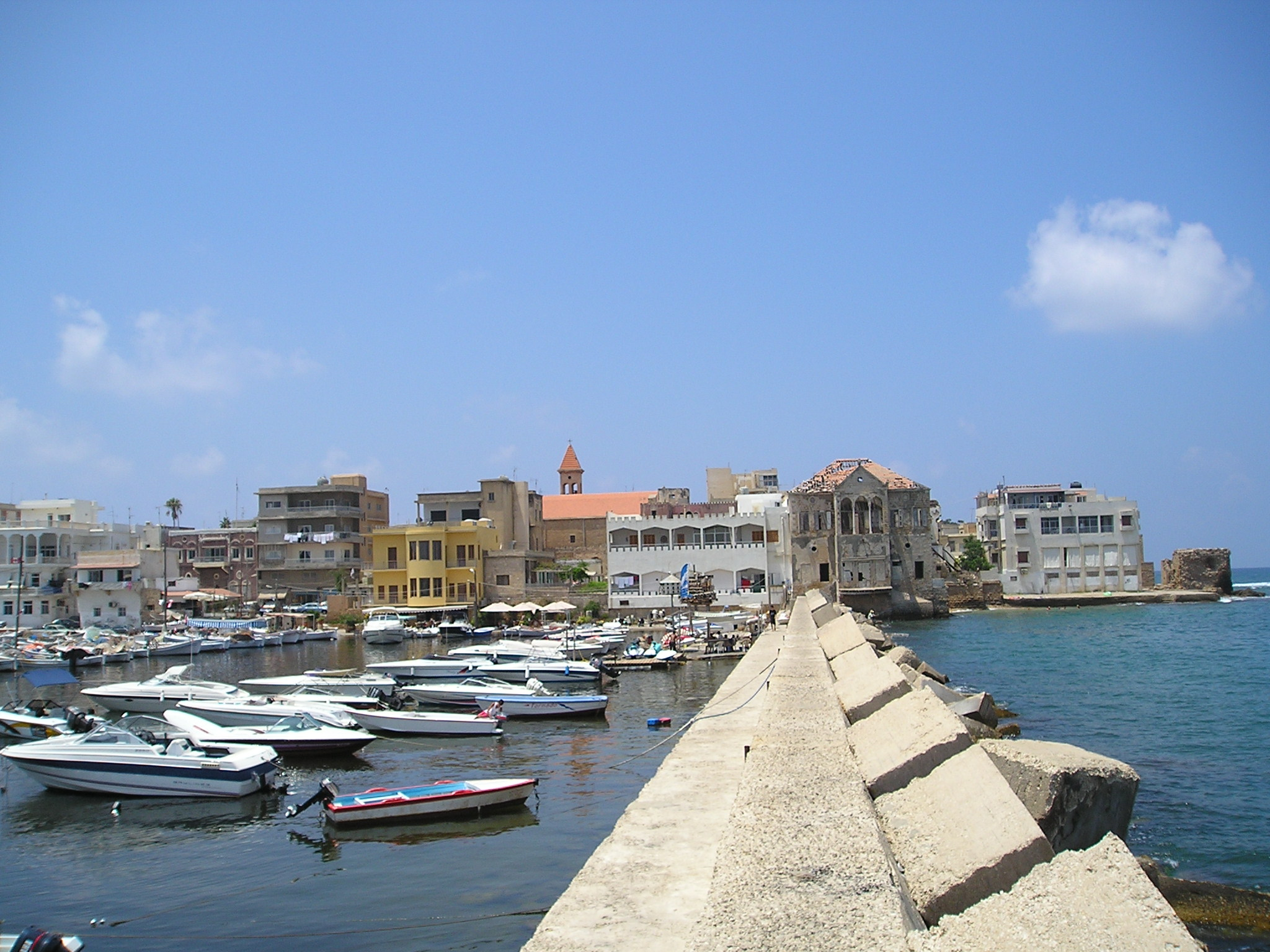
زوارق صيد راسية في مرفأ صور، جنوب لبنان.

أفاد أحد تقارير «برنامج التنمية الاقتصادية الاجتماعية الإقليمية لجنوب لبنان» من عام 1999، أن هناك ما بين 3,000 إلى 4,000 صيّاد سمك في البلاد. ازدادت كمية الأسماك المُصادة في لبنان بعام 1996 لتصل إلى ضعفيّ عددها خلال العشر سنوات اللاحقة، حيث وصلت إلى 4,485 طن (4,110 طن من الأسماك البحرية و375 طن من أسماك المياه العذبة، التي تُربى بمعظمها في مزارع السمك). للصيد النهري أهمية قليلة في لبنان، وتجري معظم عمليات الصيد هذه في بحيرة القرعون، حيث يتم استخراج 30 طن سنويّا من الشبوط والترويت بشكل رئيسي، وفي أنهار أخرى مثل نهريّ الليطاني ونهر إبراهيم.
يمكن مقارنة إنتاج الأسماك البحرية في لبنان، بإنتاج الدول المجاورة، أما إنتاج الأسماك النهرية فقليل جدا مقارنة بها. تعتبر الأسماك قليلة العدد قبالة الشواطئ اللبنانية بسبب التيارات المائية القوية التي لا تسمح لها بالتناسل هناك، وبالتالي فإن الصيد في تلك المناطق لا يعود بالكثير على صاحبه، ولكن هذا يتم تعويضه عن طريق صيد الأسماك الأوقيانوسية (من شاكلة التن والسمك الأزرق) في عرض البحر، باستخدام المتفجرات. وقد أصبح هذا النوع من الصيد، على الرغم من خطورته البيئية، مألوفا في العقد الماضي، وبشكل خاص بين هواة الصيد الترفيهي المزودين بزوارق سريعة.

## في السياسة والقانون
تعتبر المسائل المتعلقة بالزراعة من ضمن المسؤوليات الحكومية في لبنان، حيث تلتزم وزارة الزراعة بوضع سياسات وقوانين خاصة بتنظيم هذا القطاع. قامت الحكومة اللبنانية خلال عقد التسعينات في القرن العشرين، بإبرام 89 عقد خاص بالقطاع الزراعي، تتعلق بمشاريع تصميم وتقديم استشارات فنية وتقنية، بالإضافة لتأمين أيدي عاملة ومعدات ملائمة، وقد بلغت القيمة الإجمالية لهذه العقود 13.6 مليون دولار أمريكي، كما أنشأت الحكومة 46 مشروعا أضافيّا في قطاع الري، بلغت قيمتهم 51.8 مليون دولار. تشمل الاستثمارات في القطاع الزراعي: إعادة تأهيل وزارة الزراعة، مشاريع لاستصلاح الأراضي الزراعية، بالإضافة لإعادة تأهيل المدارس الزراعية ومراكز الأبحاث. إن القطاع الزراعي اللبناني يُناضل اليوم للبقاء في ظل سوق إقليمي ضخم منافس له، وقد استطاعت الحكومة عن طريق القروض والمنح أن تُنشئ عددا من مشاريع الري واسعة النطاق، كما قامت باتخاذ بعض الخطوات لمنع استخدام أنواعا عديدة من مبيدات الآفات الخطيرة. إلا أن هناك عدد من المشاكل التي تواجه هذا القطاع وتقف حائلا في وجه نموه، ومنها أن المشاريع طويلة الأمد، ترشيد استخدام المياه، اللجوء إلى طرق حديثة في الريّ، والاستخدام الرشيد للكيماويات، لا تزال شحيحة أو متمركزة في مناطق معينة دون الأخرى.

### الخطط والمشاريع الرئيسية
- منع استخدام مبيدات الآفات الخطيرة، وقد منعت وزارة الزراعة استخدام 110 نوعا من المبيدات عام 1998، بما فيها الألدرين، الديلدرين، الأندرين، والدي دي تي.
- المعالجة الآمنة للمبيدات القديمة، وقد دعمت منظمة الأغذية والزراعة للأمم المتحدة، مشروعا للحكومة اللبنانية عام 1998، يتعلق بإتلاف 8.5 طن من المبيدات، حيث قدمت 101,000 دولار، وساعدت في تدريب الموظفين في مؤسسة الأبحاث الزراعية، على كيفية معالجة وتدبير تلك المواد.
- الإلغاء التدريجي لاستعمال بروميد الميثيل، فقد قامت وزارة الاقتصاد بإطلاق مشروع لإيجاد بدائل عن هذه المادة في مايو 1999. وقد شرح البرنامج وأظهر كفائة كل بدائل بروميد الميثيل، في أربع جلسات متتالية عُقدت للمزارعين في 19 موقعا بالبلد، وشمل 52 دفيئة على مساحة 20.5 كم².
- مشاريع استصلاح للأراضي:

1. تأمين المساعدة، التقنية أو المالية، إلى 1407 مزارعين.
2. استصلاح 756 هكتار من الأراضي المهجورة أو البور.
3. دعم مشاريع حفر عدد من البحيرات الاصطناعية (تبلغ سعتها الكليّة قرابة 5,300,000 م³) والخزانات الاسمنتية (تبلغ سعتها الكلية 500,000 م³).
4. بناء عدد من المدرجات على مساحة 16,000 هكتار. أي ما يُعادل 6.3% من إجمالي المساحة المزروعة حاليّا.

- تطوير أساليب استخدام المياه، وحفر 800 قناة، وتحويل أو إضافة 32,255 هكتارا من الأراضي الزراعية إلى أراض مرويّة عن طريق هذه الأقنية. تهدف هذه المشاريع إلى استغلال المياه السطحية، وبالتالي تخفيف الضغط على المياه الجوفية.
- تعزيز الزراعة العضوية، عن طريق إدخال وتحسين المنتجات العضوية المصنفة والموثقة في الأسواق المحلية والأجنبية.[3]

قامت الحكومة اللبنانية في سبتمبر 1995، ممثلة بوزير الزراعة، بالتوقيع على اتفاقية الأمم المتحدة لمكافحة التصحر (UNCCD). طلب لبنان المعونة من برنامج الأمم المتحدة الإنمائي والوكالة الألمانية للتعاون التقني (بالألمانية: Deutsche Gesellschaft für Technische Zusammenarbeit, GTZ) للمساعدة على تنفيذ الاتفاقية ولتأسيس برنامج عمل وطني لمكافحة التصحر، وقد تمّ إطلاق هذا الأخير في يوليو 2003، وهو يهدف لتحقيق أربعة أهداف مباشرة:
1. الترويج لمبادرات تجارية مبتكرة تهدف لزيادة معدل بيع منتجات الأراضي الجافة.
2. تنفيذ المشاريع ذات الأولوية المحلية وشبه الوطنية الخاصة ببرنامج العمل الوطني.
3. تطوير إستراتيجية لحشد الموارد الوطنية اللازمة لتنفيذ مشاريع برنامج العمل الوطني وبرنامج الأمم المتحدة الإنمائي.
4. إدارة مخاطر الفيضانات والمياه المعيشية في منطقة بعلبك-الهرمل.